# Зулляйдж
Зулля́йдж, залли́дж (араб. زُلَّيْج‎, араб. زَلِّيْج‎ — изразцовая плитка, покрытая глазурью) или зилидж — традиционные для мавританской архитектуры терракотовые изразцы, которые используются для украшения оштукатуренных стен, потолков, полов, бассейнов и т. п.
Изразцовое убранство — отличительная черта средневекового мавританского зодчества. В Испании изразцы, называемые «асулехос», ассоциируются со стилем мудехар. На португальской почве слово «зулляйдж» превратилось в азулежу (традиционная португальская вариация изразцов). В Марокко расцвет изразцового убранства пришёлся на время династии Маринидов, когда стали использоваться синие, зелёные и жёлтые цвета. Красный был добавлен в XVII веке. Старые эмали с натуральными цветами использовались вплоть до XX века. Особенное разнообразие изразцов свойственно постройкам городов Феса и Мекнеса.
Покровители искусств использовали зулляйдж для украшения своих домов и для того, чтобы заявить о роскоши и изощрённости его жителей. Из изразцов, как правило, составляли геометрические фигуры. В исламе не одобряется изображение одушевлённых вещей, поэтому геометрический декор преобладает над антропо- и зооморфным.
- Медресе в Фесе
- Медресе в Мекнесе
- «Баб Мансур», Мекнес